# Église Notre-Dame de Guibray
L'église Notre-Dame de Guibray est une église catholique située à Falaise, en France.

## Localisation
Cette église est située dans le département français du Calvados, sur le territoire de la commune de Falaise, dans le quartier de Guibray, place de la Reine-Mathilde.

## Protection
L'édifice est classé au titre des monuments historiques par arrêté du 6 novembre 1961.

## Mobilier
- Orgue de tribune Henri et Claude Parisot objet  Classé MH (1955) Notice no PM14000326. Titulaire actuel : Erwan Le Prado[2].

### Orgue - composition

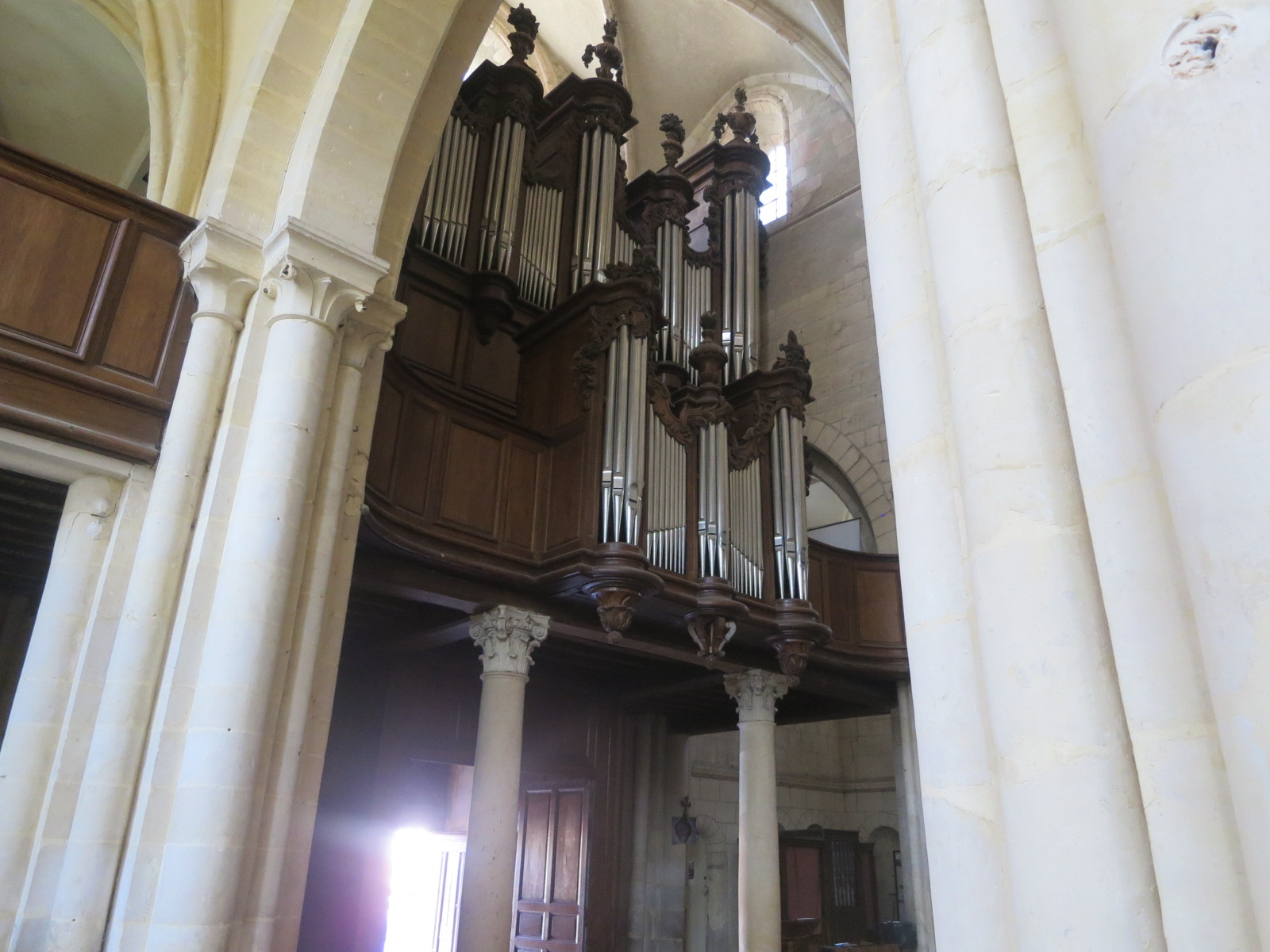
L'orgue Parisot

| I. Positif (50 notes) | II. Grand-Orgue (50 notes) | III. Récit (27 notes)    | IV. Écho (24 notes)     | V. Pédale (25 notes)                      |
| --- | --- | ------------------------ | ----------------------- | ----------------------------------------- |
| Bourdon 8' Dessus de Flûte 8' Prestant 4' Flûte 4' Nasard 2 2/3' Doublette 2' Tierce 1 3/5' Plein jeu IIIrgs Cymbale IIrgs Cromorne 8' Larigot 1 1/3' | Bourdon 16' Montre 8' Bourdon 8' Dessus de Flûte 8' Prestant 4' Quinte 2 2/3' Doublette 2' Quarte 2' Tierce 1 3/5' Plein Jeu IVrgs Cymbale IIIrgs Cornet Vrgs Trompette 8' Clairon 4' Voix humaine 8' | Cornet Vrgs Trompette 8' | Bourdon 8' Cornet IVrgs | Flûte 8' Flûte 4' Trompette 8' Clairon 4' |

#### Découvrir l'orgue
- En écoute